# Ledoborec

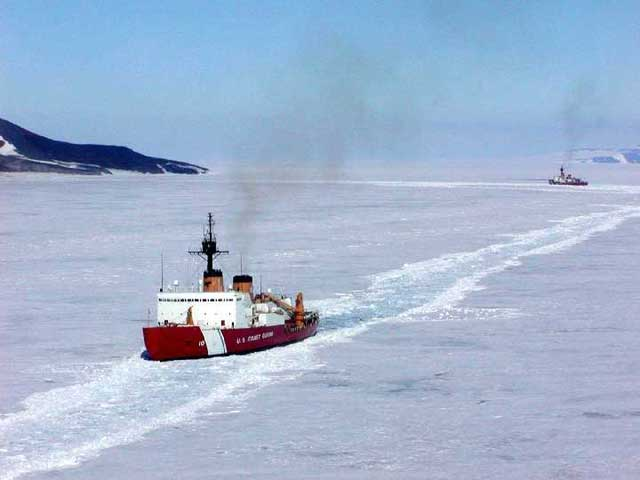
Těžký ledoborec USCGC Polar Star

Ledoborec je loď určená k plavbě zamrzlým oceánem, mořem nebo velkým jezerem (např. Bajkal) a k prorážení cest na zamrzlých vodních plochách pro jiné lodě.

## Členění ledoborců
Ledoborce lze rozdělit na dvě skupiny – ledořezy a klasické ledoborce. Zatímco ledořez je zpravidla obyčejná loď s posílenou přídí, která se probíjí ledem tlakem z boku ledové vrstvy (což není příliš účinná koncepce), klasický ledoborec má zešikmenou příď, která je silou strojů vytlačována nad led; ten prolamuje svou vahou (což je účinnější).
Podle velikosti ledoborce lze druhým způsobem běžně prorážet led do cca 0,5–1,5 metru tloušťky. Účinnost lze v obtížnějších úsecích zvýšit rozjezdem a posílením účinku pomocí prudkého nárazu (tlak shora už nehraje takovou roli, důležitá je kinetická energie lodi). Tímto způsobem lze postupně rozbít i několikametrové nakupení ledu.

## Známé příklady záchrany lodí ledoborci
Ledoborce se využívají i na záchranu různých uvízlých lodí, např. v prosinci 2013 vypluly na pomoc ruské výzkumné lodi Akaděmik Šokalskij v ledovém zajetí Antarktidy tři malé ledoborce, čínský MV Süe-lung, australská MV Aurora Australis a francouzský MV L'Astrolabe. V lednu se do záchranné operace zapojil i 120 metrů dlouhý americký ledoborec USCGC Polar Star.

## Jaderné ledoborce

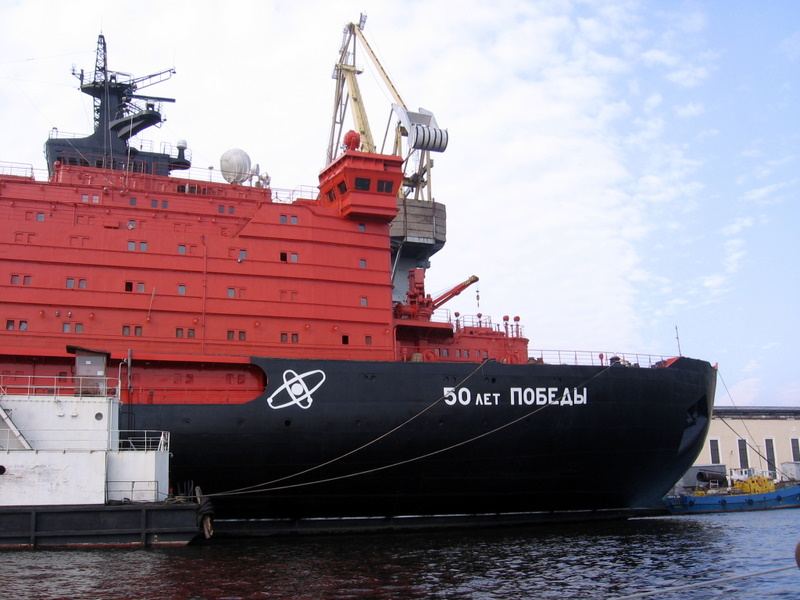
Ruský jaderný ledoborec 50 let Pobedy, největší ledoborec světa

Pouze Rusko má několik jaderných ledoborců (někdy označovaných též "atomové ledoborce"), které používají pro svůj pohon nízkokapacitní jaderné reaktory. Jejich výhodou je, že nepotřebují doplňovat palivo jako ledoborce dieselové, nevýhodou jsou vysoké počáteční investice a náročnost konstrukce, která musí na jedné straně ochránit posádku před radiací a být dostatečně robustní, na druhou stranu nesmí být příliš těžká. Pro pohon využívají tlakovodní reaktory typu VVER, založené na stejném principu jako reaktory jaderných elektráren postavené podle sovětských technologií.

### Historie
První jaderný ledoborec "Lenin" postavil na přímé nařízení ("rezoluce 92") tým sovětských konstruktérů z Murmansku pod vedením sovětského inženýra Igora Afrikantova. Projekt byl vypracován v letech 1953–1955, stavba začala v roce 1956, o rok později byl ledoborec spuštěn na vodu a v roce 1959 vyplul na svou první zkušební cestu. Podnětem pro stavbu ledoborce byla potřeba osvojení si Arktidy, jak pro účely geologického průzkumu, tak pro zajištění sovětského vlivu v podmínkách studené války a pro hledání nových obchodních cest. Projekt byl úspěšný, jaderný pohon se osvědčil a "Lenin" začal pracovat jako doprovod nákladních lodí po severních cestách; stal se též ideálním plavidlem pro záchranné výpravy. Ledoborec pracoval 30 let a v roce 1989 byl odstaven, nyní slouží jako plovoucí muzeum v Murmansku.
V průběhu následujících 30 let postavil SSSR 9 dalších ledoborců. Byly zmodernizovány jaderné reaktory a konstrukce. Třídy jaderných ledoborců jsou "Arktika" a "Tajmyr" (ty byly stavěny ve finských loděnicích ve městě Wätsilä), tajmyrské jsou menší a mohou zaplout i do ústí velkých řek.

### Po rozpadu SSSR
Po rozpadu Sovětského svazu si jaderné ledoborce vzala pod svá křídla ruská státní společnost Rosatomflot. Od roku 1989 vozí jaderné ledoborce na severní pól i turisty, první výletní lodí byl ledoborec "Sibir". Výlet, který trvá tři týdny, stojí 25 000 dolarů. Od roku 1991 byl za tímto účelem používán ledoborec "Sovetskij Sojuz" a pak od roku 1993 ledoborec "Jamal". Ten už má i zvláštní část jen pro turisty, stejně jako největší ledoborec na světě "50 let Pobedy", postavený v letech 1989 až 2007. V roce 2013 začalo Rusko se stavbou ještě větší lodě tohoto typu.
V roce 2010 podnikl Rosatomflot první zkušební cestu nákladní lodí přes celou Severní námořní cestu, kterou dříve využívaly pouze ledoborce. Vyslal z Murmansku do Šanghaje ropný tanker "Baltika", k němuž se později připojily ledoborce Tajmyr a 50 let Vítězství. Cesta je velmi významná z obchodního hlediska – v současnosti prochází asi 75 % světového toku zboží Suezským průplavem, Severní námořní cesta je téměř dvakrát kratší a levnější. Je ale zcela nemožné ji proplout bez použití jaderných ledoborců, které v současné době má jen Rusko.

## Seznam jaderných ledoborců
V současné době provozuje všechny existující a funkční jaderné ledoborce Rusko.

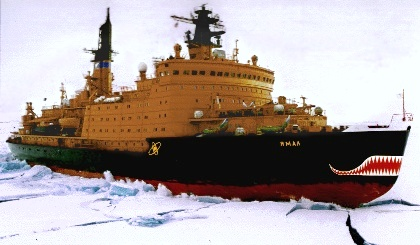
Ruský jaderný ledoborec Jamal
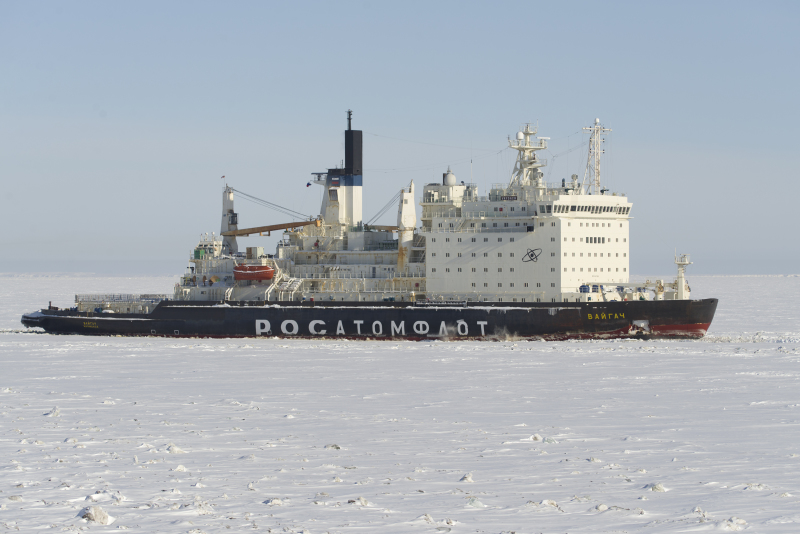
Vajgač
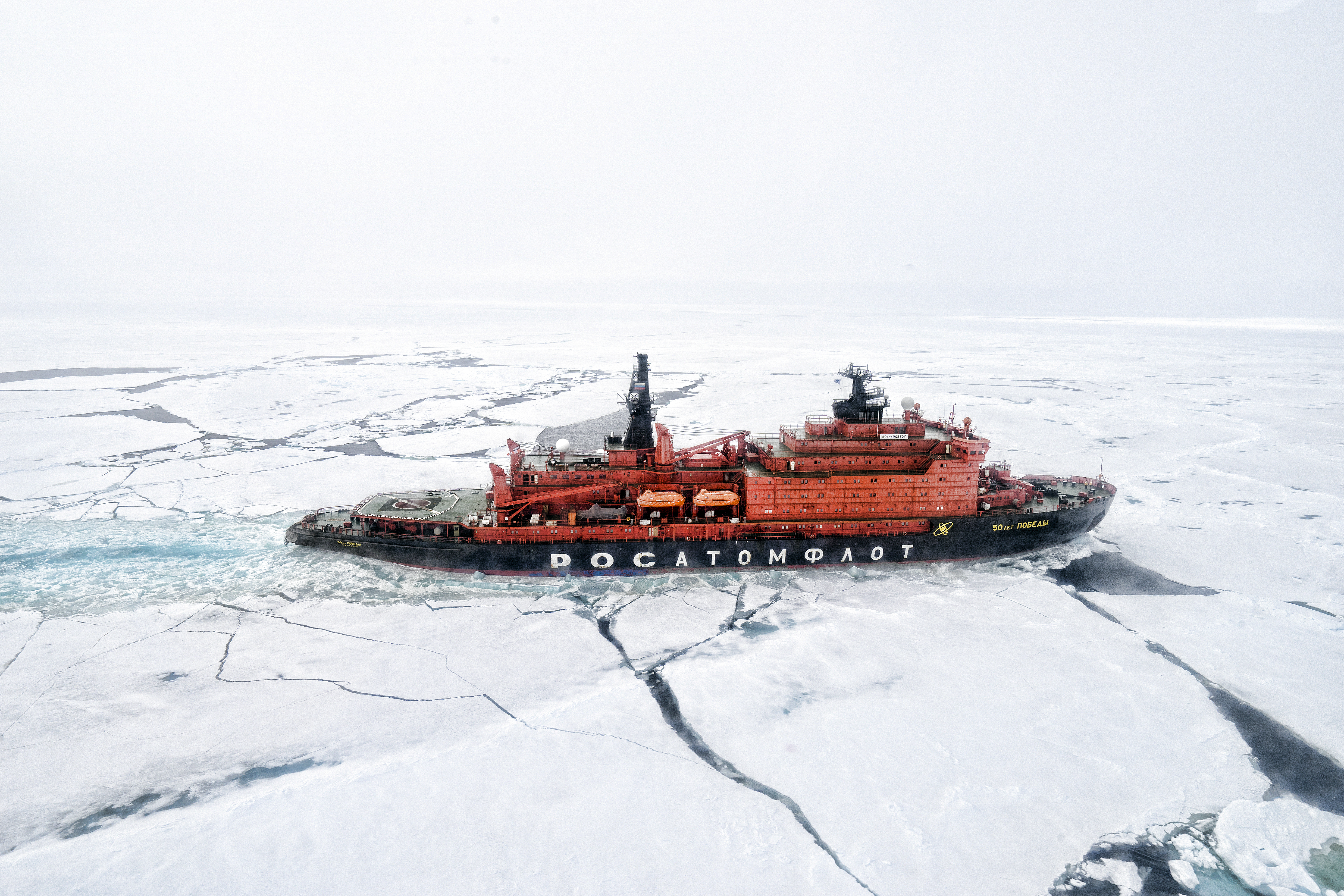
50 let Pobedy

| Jméno           | Rok  | Číslo   | Výtlak (t) | Třída        | Komentář                     |
| --------------- | ---- | ------- | ---------- | ------------ | ---------------------------- |
| Lenin           | 1959 | 92M     | 16 000     | —            | Vyřazen roku 1989.           |
| Arktika         | 1975 | 1052-1  | 23 460     | Arktika      | Mimo provoz.                 |
| Sibir           | 1977 | 1052-2  | 11 177     | Arktika      | Není v provozu od roku 1993. |
| Rossija         | 1985 | 10521-1 | 23 625     | Arktika      |                              |
| Sevmorput       | 1988 | 10081   | 61 880     | nákladní loď |                              |
| Tajmyr          | 1989 | 10580-1 | 21 100     | Tajmyr       |                              |
| Sovetskij Sojuz | 1990 | 10521-2 | 21 000     | Arktika      |                              |
| Vajgač          | 1990 | 10580-2 | 21 100     | Tajmyr       |                              |
| Jamal           | 1993 | 10521-3 | 23 455     | Arktika      |                              |
| 50 let Pobedy   | 2007 | 10521   | 25 840     | Arktika      |                              |